# Чи Ту
Чи Ту (также известное как Чихту, Читу или Ч-и-ту; на санскрите: Рактамаритика или Рактамриттика; на китайском: 赤土國, пиньинь: Chì-tǔ-guó; буквально: "Страна красной земли"; на малайском языке: Танах Мера) — это древнее царство, которое упоминается в истории Китая. Летописи династии Суй описывают развитое царство под названием Чи Ту, существовавшее в 607 году, когда Чан Чунь был направлен туда в качестве посла. Точное местоположение Чи Ту остаётся предметом споров; среди предложенных вариантов можно выделить районы в штатах Келантан или Паханг в Малайзии, а также провинции Сонгкхла и Паттани на юге Таиланда. Самым убедительным доказательством, подтверждающим теорию о расположении Чи Ту в Келантане, является тот факт, что когда посланники покинули Чи Ту, им потребовалось 10 дней, чтобы добраться до Чампы. Это указывает на то, что королевство находилось где-то на "красной земле" вокруг главной реки Келантана. На камне Буддагупты с надписью, обнаруженном в Кедахе, упоминается Рактамриттика, что означает "земля красной земли".

## История
Считается, что царство Чи Ту существовало с 100 г. до н. э по 6 век н. э. Королевскую семью звали Чу-дан, что означает «Гаутама Будда», а короля — Ли-фо-дуо-се.
Согласно китайским историческим документам, Чи Ту была основана народами кит моу (мон-кхмеры), которые приплыли с побережья Фунаня (южный Индокитай) и смешались с местным населением. Чи Ту была расположена в южной части моря, до которого нужно было плыть сто дней. Поскольку большая часть её территории была красной, она получила название Королевство Красной Земли (Чи означает красный, а Ту — земля). На востоке Чи Ту граничила с Бо-Ло-Си, на западе — с По-Ло-По, а на юге — с Хо-Ло-Таном. Площадь суши составляла тысячи квадратных миль. У короля было три жены, и в королевстве утвердился буддизм.
Чи Ту, наряду с Лангкасукой, Кедахом и другими древними регионами, был особенно активен примерно с 100 года до нашей эры до 700 года нашей эры. В это время корабли, прибывающие из Китая, Фунаня и Индийского океана, останавливались у берегов Малайского полуострова. Купцы нанимали местных носильщиков для перевозки своих товаров по древнему транспенинскому маршруту, который также был частью древнего пути специй. Для транспортировки использовались плоты, слоны и рабочая сила. К 800 году нашей эры царство Чи Ту пришло в упадок.

## Местоположение
Ученые не могут прийти к единому мнению о точном местонахождении Чи Ту. Некоторые предполагают, что он находился в районе Пхатталунга, Сонгкхла или Келантана. Руины, которые можно увидеть вокруг озера Сонгкхла, такие как Банг Кео в Пхатталунге или Сатхинг Пхра в Сонгкхле, возможно, являются одним из городов Чи Ту.